# Eleição primária do Partido Republicano na Carolina do Sul em 2012
A eleição primária do Partido Republicano na Carolina do Sul em 2012 foi realizada em 21 de janeiro. O vencedor foi o congressista da Virgínia Newt Gingrich, que conquistou 23 delegados partidários, Mitt Romney ganhou 2 delegados partidários. Estes delegados vão representar o candidato ao qual ele se comprometeu na Convenção Nacional Republicana de 2012, ajudando na nomeação para a candidatura nas eleições gerais.
Durante a campanha das eleições primárias, os candidatos apresentaram uma plataforma (ideias) de reforma no governo em Washington D.C. Política interna, externa e econômica surgiram como os principais temas na campanha eleitoral após o início da crise econômica de 2008, bem como as políticas implementadas pela administração de Obama.
A primária tornou-se uma das primeiras várias importantes disputas estaduais no processo de escolha do candidato do Partido Republicano para a eleição para Presidente dos Estados Unidos. Ela tem sido historicamente mais importante para o Partido Republicano do que para o Partido Democrata, a partir de sua criação, em 1980, o vencedor da primária presidencial republicana passou a ganhar a nomeação. A partir de 2012, a primária de Carolina do Sul consolidou seu lugar como a "primeira no Sul" para ambas as partes.
Nas primárias os eleitores votam em seu candidato por meio de cédulas. O pré-candidato que vence a primária ganha os delegados daquele Estado, que irão apoiá-lo na convenção nacional. Carolina do Sul realizou suas primárias do tipo aberta, onde os eleitores republicanos ou de outros partidos apenas podem participar apenas de uma primária de um partido, ou seja, um eleitor não republicano pode participar da primária republicana.
Desde 1980, todos os candidatos à nomeação como candidato presidencial às eleições gerais, venceram a primária de Carolina do Sul.

## Data da primária
A primária republicana na Carolina do Sul em 2012 foi agendada para ocorrer em 28 de fevereiro de 2012, muito mais tarde que a data em 2008, que quase imediatamente seguido do início do ano, em janeiro de 2008. Em 29 de setembro de 2011, toda a programação de caucuses e primárias foram interrompidas, no entanto, quando foi anunciado que o Partido Republicano da Flórida decidiu mudar a sua primária para 31 de janeiro, em uma tentativa de chamar a atenção para a sua própria disputa estadual, e atrair os candidatos presidenciais para visitar o estado. Por causa do movimento, o Comitê Nacional Republicano decidiu retirar da Flórida metade dos seus delegados. Além disso, como resultado, o Partido Republicana da Carolina do Sul, juntamente com Iowa, Nova Hampshire e Nevada, em seguida, mudaram suas prévias para o início de janeiro. Todos, com exceção de Nevada, que concordaram em seguir Florida, confirmaram a data dos caucuses e primárias para ocorrer durante todo janeiro, com a Carolina do Sul decidindo realizar o seu concurso em 21 de janeiro de 2012, como sendo uma primária aberta.

## Votação
Nove candidatos apareceram na votação da primária. Carolina do Sul tinha apenas 25 delegados em disputa, porque mudou a sua primária para 21 de janeiro. Onze delegados foram concedidos para o vencedor estadual, Newt Gingrich, e dois delegados adicionais foram atribuídos ao vencedor de cada um dos sete distritos congressionais. Seis distritos foram ganhos por Gingrich, e um por Romney, dando Gingrich doze delegados adicionais e a Romney dois delegados.
Após a vitória, Gingrich criticou Barack Obama e as "elites em Nova Iorque e em Washington". Gingrich criticou as políticas de assistência de Obama, que ele é "o presidente mais eficaz na distribuição de cupons de alimentos na história". Romney falou sobre o fato de nas três primeiras disputas haver três ganhadores, Santorum venceu em Iowa, Romney em Nova Hampshire e Gingrich na Carolina até então momento. Santorum disse estar preparado para as próximas primárias e Ron Paul falou que não iria desistir.

## Pesquisas de opinião
As pesquisas, ao longo, demonstram que os eleitores de Carolina do Sul estavam divididos entre Mitt Romney e Newt Gingrich.
| Fonte da pesquisa                                                                                   | Data                                   | 1º                  | 2º                   | 3º                    | Outro |
| --------------------------------------------------------------------------------------------------- | -------------------------------------- | ------------------- | -------------------- | --------------------- | --- |
| American Research Group Margem de erro: ±4% Entrevistados: 600                                      | 19–20 de janeiro de 2012               | Newt Gingrich 40%   | Mitt Romney 26%      | Ron Paul 18%          | Rick Santorum 13%, Outro 1%, Indeciso 2% |
| Public Policy Polling Margem de erro: ±2.5% Entrevistados: 1,540                                    | 18–20 de janeiro de 2012               | Newt Gingrich 37%   | Mitt Romney 28%      | Rick Santorum 16%     | Ron Paul 14%, Outro/Não sabe 5% |
| Clemson University Margem de erro: ±4.73% Entrevistados: 429                                        | 18–19 de janeiro de 2012               | Newt Gingrich 32%   | Mitt Romney 26%      | Ron Paul 11%          | Rick Santorum 9%, Indeciso 20% |
| Public Policy Polling Margem de erro: ±3.4% Entrevistados: 836                                      | 18–19 de janeiro de 2012               | Newt Gingrich 35%   | Mitt Romney 29%      | Ron Paul 15%          | Rick Santorum 15%, Outro/Não sabe 5% |
| Rasmussen Margem de erro: ±4% Entrevistados: 750                                                    | 18 de janeiro de 2012                  | Newt Gingrich 33%   | Mitt Romney 31%      | Ron Paul 15%          | Rick Santorum 11%, Rick Perry 2%, Outro 1%, Indeciso 6% |
| Public Policy Polling Margem de erro: ±5% Entrevistados: 379                                        | 18 de janeiro de 2012                  | Newt Gingrich 34%   | Mitt Romney 28%      | Ron Paul 15%          | Rick Santorum 14%, Rick Perry 5%, Buddy Roemer 3%, Outro/Não sabe 2%                                                                                        |
| Public Policy Polling Margem de erro: ±5% Entrevistados: 379                                        | 18 de janeiro de 2012                  | Newt Gingrich 31%   | Mitt Romney 26%      | Ron Paul 13%          | Rick Santorum 13%, Stephen Colbert 8%, Rick Perry 6%, Buddy Roemer 1%, Outro/Não sabe 3%                                                                    |
| InsiderAdvantage Margem de erro: ±3.6% Entrevistados: 718                                           | 18 de janeiro de 2012                  | Newt Gingrich 31.6% | Mitt Romney 28.8%    | Ron Paul 15.2%        | Rick Santorum 10.9%, Rick Perry 2.9%, Outro/Sem opinião 10.4%                                                                                               |
| Politico/The Tarrance Group Margem de erro: ±4.1% Entrevistados: 600                                | 17–18 de janeiro de 2012               | Mitt Romney 37%     | Newt Gingrich 30%    | Ron Paul 11%          | Rick Santorum 10%, Rick Perry 4%, Outro <0.5%, Indeciso 8%                                                                                                  |
| American Research Group Margem de erro: ±4% Entrevistados: 600                                      | 17–18 de janeiro de 2012               | Newt Gingrich 33%   | Mitt Romney 32%      | Ron Paul 19%          | Rick Santorum 9%, Rick Perry 4%, Outro <0.5%, Indeciso 3%                                                                                                   |
| Reuters/Ipsos Margem de erro: Entrevistados: 656                                                    | 16–18 de janeiro de 2012               | Mitt Romney 35%     | Newt Gingrich 23%    | Rick Santorum 15%     | Ron Paul 13%, Rick Perry 6%, Não votaria 8%, Nenhum/Outro 0%                                                                                                |
| Reuters/Ipsos Margem de erro: Entrevistados: 656                                                    | 16–18 de janeiro de 2012               | Mitt Romney 35%     | Newt Gingrich 23%    |                       | 13% |
| NBC News/Marist Margem de erro: ±3.8% Entrevistados: 684                                            | 16–17 de janeiro de 2012               | Mitt Romney 34%     | Newt Gingrich 24%    | Ron Paul 16%          | Rick Santorum 14%, Rick Perry 4%, Outro 1%, Indeciso 8% |
| CNN/Time/ORC Margem de erro: ±4.5% Entrevistados: 505                                               | 13–17 de janeiro de 2012               | Mitt Romney 33%     | Newt Gingrich 23%    | Rick Santorum 16%     | Ron Paul 13%, Rick Perry 6%, Outro 1%, Nenhum/No one 2%, Sem opinião 6%                                                                                     |
| Rasmussen Margem de erro: ±4% Entrevistados: 720                                                    | 16 de janeiro de 2012                  | Mitt Romney 35%     | Newt Gingrich 21%    | Ron Paul 16%          | Rick Santorum 16%, Rick Perry 5% |
| InsiderAdvantage Margem de erro: ±3.8% Entrevistados: 720                                           | 15 de janeiro de 2012                  | Mitt Romney 32%     | Newt Gingrich 21%    | Ron Paul 14%          | Rick Santorum 13%, Jon Huntsman 6%, Rick Perry 5%, Indeciso/Sem opinião 7%                                                                                  |
| Monmouth University[ligação inativa] Margem de erro: ±3.2% Entrevistados: 963                       | 12–15 de janeiro de 2012               | Mitt Romney 33%     | Newt Gingrich 22%    | Rick Santorum 14%     | Ron Paul 12%, Rick Perry 6%, Jon Huntsman 4%, Indeciso/Outro 9%                                                                                             |
| Public Policy Polling Margem de erro: ±3.5% Entrevistados: 803                                      | 11–13 de janeiro de 2012               | Mitt Romney 29%     | Newt Gingrich 24%    | Ron Paul 15%          | Rick Santorum 14%, Rick Perry 6%, Jon Huntsman 5%, Buddy Roemer 1%, Outro/Não sabe 6%                                                                       |
| Public Policy Polling Margem de erro: ±3.5% Entrevistados: 803                                      | 11–13 de janeiro de 2012               | Mitt Romney 48%     | Newt Gingrich 37%    |                       | Não sabe 15% |
| Public Policy Polling Margem de erro: ±3.5% Entrevistados: 803                                      | 11–13 de janeiro de 2012               | Mitt Romney 63%     | Ron Paul 28%         |                       | Não sabe 9% |
| Public Policy Polling Margem de erro: ±3.5% Entrevistados: 803                                      | 11–13 de janeiro de 2012               | Mitt Romney 56%     | Rick Perry 31%       |                       | Não sabe 12% |
| Public Policy Polling Margem de erro: ±3.5% Entrevistados: 803                                      | 11–13 de janeiro de 2012               | Mitt Romney 48%     | Rick Santorum 39%    |                       | Não sabe 13% |
| Reuters/Ipsos Margem de erro: Entrevistados: 398                                                    | 10–13 de janeiro de 2012               | Mitt Romney 37%     | Ron Paul 16%         | Rick Santorum 16%     | Newt Gingrich 12%, Rick Perry 6%, Jon Huntsman 3%, Não votaria 1%, Nenhum/Outro 10%                                                                         |
| Reuters/Ipsos Margem de erro: Entrevistados: 398                                                    | 10–13 de janeiro de 2012               | Mitt Romney 62%     | Newt Gingrich 30%    |                       | 8% |
| Rasmussen Reports Margem de erro: ±4% Entrevistados: 750                                            | 12 de janeiro de 2012                  | Mitt Romney 28%     | Newt Gingrich 21%    | Ron Paul 16%          | Rick Santorum 16%, Rick Perry 6%, Jon Huntsman 5%, Some Outro candidate 1%, Indeciso 8%                                                                     |
| New Frontier Strategy Margem de erro: ±3.44% Entrevistados: 810                                     | 11–12 de janeiro de 2012               | Mitt Romney 31.72%  | Newt Gingrich 23.05% | Rick Santorum 13.88%  | Ron Paul 9.67%, Rick Perry 5.58%, Jon Huntsman 4.34%, Indeciso 11.77%                                                                                       |
| American Research Group Margem de erro: ±4% Entrevistados: 600                                      | 11–12 de janeiro de 2012               | Mitt Romney 29%     | Newt Gingrich 25%    | Ron Paul 20%          | Rick Perry 9%, Rick Santorum 7%, Jon Huntsman 1%, Outro 2%, Indeciso 7%                                                                                     |
| InsiderAdvantage/Majority Opinion Research Margem de erro: ±3.1% Entrevistados: 726                 | 11 de janeiro de 2012                  | Mitt Romney 23.1%   | Newt Gingrich 21.3%  | Rick Santorum 13.5%   | Ron Paul 13.3%, Jon Huntsman 6.7%, Rick Perry 5.2%, Outro 1.7%, Sem opinião 15.2%                                                                           |
| We Ask America Margem de erro: ±3.1% Entrevistados: 993                                             | 9 de janeiro de 2012                   | Mitt Romney 26%     | Newt Gingrich 21%    | Rick Santorum 13%     | Ron Paul 8%, Rick Perry 5%, Jon Huntsman 4%, Indeciso 22%                                                                                                   |
| Public Policy Polling Margem de erro: ±2.9% Entrevistados: 1,112                                    | 5–7 de janeiro de 2012                 | Mitt Romney 30%     | Newt Gingrich 23%    | Rick Santorum 19%     | Ron Paul 9%, Rick Perry 5%, Jon Huntsman 4%, Buddy Roemer 1%, Outro/Não sabe 9%                                                                             |
| Public Policy Polling Margem de erro: ±2.9% Entrevistados: 1,112                                    | 5–7 de janeiro de 2012                 | Mitt Romney 27%     | Newt Gingrich 23%    | Rick Santorum 18%     | Ron Paul 8%, Rick Perry 7%, Stephen Colbert 5%, Jon Huntsman 4%, Buddy Roemer 1%, Outro/Não sabe 8%                                                         |
| Public Policy Polling Margem de erro: ±2.9% Entrevistados: 1,112                                    | 5–7 de janeiro de 2012                 | Mitt Romney 49%     | Newt Gingrich 35%    |                       | Não sabe 16% |
| Public Policy Polling Margem de erro: ±2.9% Entrevistados: 1,112                                    | 5–7 de janeiro de 2012                 | Mitt Romney 67%     | Ron Paul 23%         |                       | Não sabe 10% |
| Public Policy Polling Margem de erro: ±2.9% Entrevistados: 1,112                                    | 5–7 de janeiro de 2012                 | Mitt Romney 57%     | Rick Perry 29%       |                       | Não sabe 15% |
| Public Policy Polling Margem de erro: ±2.9% Entrevistados: 1,112                                    | 5–7 de janeiro de 2012                 | Mitt Romney 45%     | Rick Santorum 40%    |                       | Não sabe 15% |
| Rasmussen Margem de erro: ±4% Entrevistados: 750                                                    | 5 de janeiro de 2012                   | Mitt Romney 27%     | Rick Santorum 24%    | Newt Gingrich 18%     | Ron Paul 11%, Rick Perry 5%, Jon Huntsman 2%, Outro 2%, Indeciso 11%                                                                                        |
| American Research Group Margem de erro: ±4% Entrevistados: 600                                      | 4–5 de janeiro de 2012                 | Mitt Romney 31%     | Newt Gingrich 24%    | Rick Santorum 24%     | Ron Paul 9%, Jon Huntsman 2%, Rick Perry 2%, Indeciso 7%, Outro 1%                                                                                          |
| CNN/Time/ORC Margem de erro: ±4.5% Entrevistados: 485                                               | 4–5 de janeiro de 2012                 | Mitt Romney 37%     | Rick Santorum 19%    | Newt Gingrich 18%     | Ron Paul 12%, Rick Perry 5%, Jon Huntsman 1%, Sem opinião 6%                                                                                                |
| Clemson University[ligação inativa] Margem de erro: ±4.5% Entrevistados: 600                        | 6–19 de dezembro de 2011               | Newt Gingrich 38%   | Mitt Romney 21%      | Ron Paul 10%          | Michele Bachmann 5%, Rick Perry 5%, Jon Huntsman 3% Rick Santorum 2%, Indeciso 16%                                                                          |
| InsiderAdvantage/Majority Opinion Research Margem de erro: Entrevistados: 736                       | 18 de dezembro de 2011                 | Newt Gingrich 30.6% | Mitt Romney 18.7%    | Michele Bachmann 8.3% | Ron Paul 7.1%, Rick Perry 5.2%, Jon Huntsman 4.3% Rick Santorum 4.1%, Outro 1.6%, Sem opinião 20.1%                                                         |
| NBC News-Marist Margem de erro: ±3.9% Entrevistados: 635                                            | 4–6 de dezembro de 2011                | Newt Gingrich 42%   | Mitt Romney 23%      | Ron Paul 9%           | Michele Bachmann 7%, Rick Perry 7%, Jon Huntsman 3%, Rick Santorum 2%, Indeciso 8%                                                                          |
| NBC News-Marist Margem de erro: ±3.9% Entrevistados: 635                                            | 4–6 de dezembro de 2011                | Newt Gingrich 48%   | Mitt Romney 30%      | Ron Paul 12%          | Indeciso 9% |
| NBC News-Marist Margem de erro: ±3.9% Entrevistados: 635                                            | 4–6 de dezembro de 2011                | Newt Gingrich 57%   | Mitt Romney 33%      | –                     | Indeciso 10% |
| CNN/Time Magazine Margem de erro: ±4.5% Entrevistados: 510                                          | 29 de novembro – 6 de dezembro de 2011 | Newt Gingrich 43%   | Mitt Romney 20%      | Rick Perry 8%         | Michele Bachmann 6%, Ron Paul 6%, Rick Santorum 4%, Jon Huntsman 1%, Sem opinião 11%                                                                        |
| Winthrop University Margem de erro: ±5.38% Entrevistados:                                           | 27 de novembro – 4 de dezembro de 2011 | Newt Gingrich 38.4% | Mitt Romney 21.5%    | Rick Perry 9.0%       | Herman Cain 6.6%, Michele Bachmann 5.4%, Ron Paul 4.1%, Rick Santorum 3.1%, Jon Huntsman 1.4%, Gary Johnson 0.0%, Outro 0.7%, Não sabe 9.1%, Refused 0.1%   |
| Augusta Chronicle / InsiderAdvantage / Majority Opinion Research Margem de erro: Entrevistados: 519 | 28 de novembro de 2011                 | Newt Gingrich 37.9% | Mitt Romney 15.4%    | Herman Cain 12.9%     | Ron Paul 6.9%, Rick Perry 3.7%%, Michele Bachmann 3.2%, Rick Santorum 2.2%, Outro 4.6%, Sem opinião 13.2%                                                   |
| American Research Group Margem de erro: ±4% Entrevistados: 600                                      | 25–28 de novembro de 2011              | Newt Gingrich 33%   | Mitt Romney 22%      | Herman Cain 10%       | Ron Paul 8%, Rick Perry 8%, Michele Bachmann 3%, Jon Huntsman 3%, Rick Santorum 1%, Indeciso 12%                                                            |
| The Polling Company Margem de erro: ±4.4% Entrevistados: 505                                        | 18–21 de novembro de 2011              | Newt Gingrich 31%   | Herman Cain 17%      | Mitt Romney 16%       | Rick Perry 6%, Michele Bachmann 5%, Ron Paul 5%, Jon Huntsman 3%, Rick Santorum 1%, Indeciso 15%, Refused 2%                                                |
| Newsmax/InsiderAdvantage Margem de erro: ±4.3% Entrevistados: 457                                   | 8 de novembro de 2011                  | Herman Cain 25.6%   | Newt Gingrich 18.9%  | Mitt Romney 16.1      | Rick Perry 6.1%, Michele Bachmann 4.7%, Ron Paul 3.1%, Rick Santorum 1.6%, Outro 4.0%, Sem opinião 19.8%                                                    |
| Rasmussen Reports Margem de erro: ±4% EntrevistadosEntrevistados: 770                               | 1 de novembro de 2011                  | Herman Cain 33%     | Mitt Romney 23%      | Newt Gingrich 15%     | Rick Perry 9%, Ron Paul 5%, Michele Bachmann 2%, Jon Huntsman 1%, Rick Santorum 1%, some Outro candidate 1%, Indeciso 10%                                   |
| Rasmussen Reports Margem de erro: ±4% EntrevistadosEntrevistados: 770                               | 1 de novembro de 2011                  | Herman Cain 50%     | Mitt Romney 37%      | –                     | |
| Rasmussen Reports Margem de erro: ±4% EntrevistadosEntrevistados: 770                               | 1 de novembro de 2011                  | Herman Cain 56%     | Rick Perry 27%       | –                     | |
| Rasmussen Reports Margem de erro: ±4% EntrevistadosEntrevistados: 770                               | 1 de novembro de 2011                  | Mitt Romney 49%     | Rick Perry 30%       | –                     | |
| Clemson University Margem de erro: ±4.5% Entrevistados: 600                                         | 27 de outubro – 7 de novembro de 2011  | Mitt Romney 22%     | Herman Cain 20%      | Newt Gingrich 10%     | Rick Perry 9%, Ron Paul 4%, Michele Bachmann 3%, Jon Huntsman 1%, Rick Santorum 1%, Indeciso 31%                                                            |
| CNN/Time Magazine Margem de erro: ±5% Entrevistados: 400                                            | 20–25 de outubro de 2011               | Mitt Romney 25%     | Herman Cain 23%      | Ron Paul 12%          | Rick Perry 11%, Newt Gingrich 8%, Michele Bachmann 4%, Jon Huntsman 1%, Rick Santorum 1%, Nenhum 5%, Sem opinião 10%                                        |
| AARP/GS Strategy Group Margem de erro: ±4.9% Entrevistados: 400                                     | 18–19 de outubro de 2011               | Herman Cain 28%     | Mitt Romney 27%      | Rick Perry 8%         | Newt Gingrich 7%, Ron Paul 5%, Michele Bachmann 3%, Jon Huntsman 2%, Rick Santorum 1%, Indeciso 19%                                                         |
| NBC News/Marist Poll Margem de erro: ±3.1% Entrevistados: 992                                       | 18 de outubro de 2011                  | Herman Cain 28%     | Mitt Romney 27%      | Rick Perry 10%        | Newt Gingrich 6%, Ron Paul 6%, Michele Bachmann 5%, Rick Santorum 2%, Jon Huntsman 1%, Gary Johnson 0%, Indeciso 17%                                        |
| InsiderAdvantage / Majority Opinion Research poll Margem de erro: ±5.0% Entrevistados: 476          | 16 de outubro de 2011                  | Herman Cain 32%     | Mitt Romney 16%      | Rick Perry 12%        | Newt Gingrich 8%, Michele Bachmann 6%, Ron Paul 6%, Jon Huntsman 1%, Outro 4%, Indeciso 15%                                                                 |
| American Research Group Margem de erro: ±4.0% Entrevistados: 600                                    | 5–10 de outubro de 2011                | Herman Cain 26%     | Mitt Romney 25%      | Rick Perry 15%        | Newt Gingrich 8%, Ron Paul 7%, Michele Bachmann 5%, Rick Santorum 1%, Outro 1%, Indeciso 12%                                                                |
| Winthrop University Margem de erro: ±4.01% Entrevistados: 596                                       | 11–18 de setembro de 2011              | Rick Perry 30.5%    | Mitt Romney 27.3%    | Herman Cain 7.7%      | Sarah Palin 5.8%, Newt Gingrich 5.3%, Ron Paul 4.2%, Michele Bachmann 3.5%, Jon Huntsman 1.6%, Rick Santorum 1.5%, Outro 0.2%, Não sabe 11.1%, Refused 1.2% |
| Public Policy Polling[ligação inativa] Margem de erro: ±3.6% Entrevistados: 750                     | 25–28 de agosto de 2011                | Rick Perry 36%      | Mitt Romney 13%      | Sarah Palin 10%       | Herman Cain 9%, Michele Bachmann 7%, Newt Gingrich 7%, Ron Paul 5%, Rick Santorum 4%, Jon Huntsman 2%, Outro/Não sabe 7%                                    |
| Public Policy Polling[ligação inativa] Margem de erro: ±3.6% Entrevistados: 750                     | 25–28 de agosto de 2011                | Rick Perry 36%      | Mitt Romney 16%      | Michele Bachmann 13%  | Herman Cain 9%, Newt Gingrich 8%, Ron Paul 5%, Rick Santorum 4%, Jon Huntsman 2%, Outro/Não sabe 7%                                                         |
| Public Policy Polling[ligação inativa] Margem de erro: ±3.6% Entrevistados: 750                     | 25–28 de agosto de 2011                | Rick Perry 50%      | Mitt Romney 25%      | Michele Bachmann 16%  | Não sabe 9% |
| Public Policy Polling[ligação inativa] Margem de erro: ±3.6% Entrevistados: 750                     | 25–28 de agosto de 2011                | Mitt Romney 45%     | Michele Bachmann 40% | –                     | Não sabe 15% |
| Public Policy Polling[ligação inativa] Margem de erro: ±3.6% Entrevistados: 750                     | 25–28 de agosto de 2011                | Rick Perry 59%      | Mitt Romney 28%      | –                     | Não sabe 13% |
| Public Policy Polling[ligação inativa] Margem de erro: ±3.6% Entrevistados: 750                     | 25–28 de agosto de 2011                | Rick Perry 63%      | Michele Bachmann 20% | –                     | Não sabe 18% |
| Magellan Strategies Margem de erro: ±3.88% Entrevistados: 637                                       | 22–23 de agosto de 2011                | Rick Perry 31%      | Mitt Romney 20%      | Michele Bachmann 14%  | Herman Cain 9%, Newt Gingrich 5%, Ron Paul 4%, Jon Huntsman 2%, Rick Santorum 2%, Outro candidate 4%, Indeciso 9%                                           |
| Public Policy Polling Margem de erro: ±3.1% Entrevistados: 1000                                     | 2–5 de junho de 2011                   | Mitt Romney 27%     | Sarah Palin 18%      | Herman Cain 12%       | Newt Gingrich 12%, Michele Bachmann 9%, Ron Paul 7%, Tim Pawlenty 4%, Jon Huntsman 2%, Outro/Indeciso 9%                                                    |
| Public Policy Polling Margem de erro: ±3.1% Entrevistados: 1000                                     | 2–5 de junho de 2011                   | Mitt Romney 30%     | Herman Cain 15%      | Newt Gingrich 15%     | Michele Bachmann 13%, Ron Paul 10%, Tim Pawlenty 5%, Jon Huntsman 2%, Outro/Indeciso 11%                                                                    |
| Public Policy Polling Margem de erro: ±3.1% Entrevistados: 1000                                     | 2–5 de junho de 2011                   | Jim DeMint 35%      | Mitt Romney 21%      | Sarah Palin 11%       | Herman Cain 8%, Newt Gingrich 6%, Michele Bachmann 5%, Ron Paul 4%, Tim Pawlenty 2%, Outro/Indeciso 8%                                                      |
| Public Policy Polling Margem de erro: ±4.1% Entrevistados: 559                                      | 28–30 de janeiro de 2011               | Mike Huckabee 26%   | Mitt Romney 20%      | Sarah Palin 18%       | Newt Gingrich 13%, Ron Paul 7%, Tim Pawlenty 4%, Mitch Daniels 3%, Indeciso 8%                                                                              |
| Public Policy Polling Margem de erro: ±4.1% Entrevistados: 559                                      | 28–30 de janeiro de 2011               | Jim DeMint 24%      | Mike Huckabee 20%    | Mitt Romney 17%       | Sarah Palin 12%, Newt Gingrich 10%, Ron Paul 4%, Tim Pawlenty 3%, Mitch Daniels 2%, Indeciso 8%                                                             |
| Public Policy Polling Margem de erro: ±3.9% Entrevistados: 638                                      | 22–23 de maio de 2010                  | Newt Gingrich 25%   | Mitt Romney 24%      | Sarah Palin 22%       | Mike Huckabee 19%, Ron Paul 7%, Indeciso 4% |
| Public Policy Polling Margem de erro: ±3.9% Entrevistados: 638                                      | 22–23 de maio de 2010                  | Jim DeMint 21%      | Newt Gingrich 16%    | Mitt Romney 16%       | Mike Huckabee 15%, Sarah Palin 15%, Ron Paul 7%, Indeciso 10%                                                                                               |